# Véronique De Keyser
Véronique Marie Alice Henriette De Keyser (Etterbeek, 23 marzo 1945) è una politica, psicologa e docente belga, membro del Parlamento europeo dal 2001 al 2014 ed esponente del Partito socialista belga.

## Biografia

### Attività accademica
Ha iniziato i suoi studi presso l'Université Libre de Bruxelles in Psicologia, dove ha conseguito il dottorato in psicologia del lavoro nel 1974. Sarà poi prima responsabile delle lezioni all'Università di Liegi nel 1984, poi professore ordinario nel 1988 e infine preside della facoltà di Psicologia dal 1990 al 1998. La sua carriera accademica – che la vedrà diventare una specialista riconosciuta a livello internazionale nella ricerca applicata nel campo della sicurezza e dell'affidabilità umana in ambienti a rischio nonché nell'ergonomia – le permetterà di costruire ponti tra una varietà di discipline scientifiche e sviluppare collaborazioni accademiche con gli Stati Uniti, Russia, Sud America e Africa. È stata presidente della "Associazione Europea di Psicologia del Lavoro e delle Organizzazioni" (EAWOP) (1997-2003), presidente della Società di Ergonomia di lingua francese (1981-1984), professoressa in visita presso le università di Porto, Mosca, Tolosa-Le Mirail e Notre Dame de la Paix a Namur e direttrice del Centro di Eccellenza dell'Università di Liegi  (1991-1998) sulla modellazione del ragionamento temporale in situazioni dinamiche, amministratore della Fondazione King Baudouin (dal 2005).
È membro dell'Accademia delle Scienze di New York (2001), del Comitato Nazionale di Psicologia e dell'Accademia Reale delle Scienze, delle Lettere e delle Belle Arti del Belgio. Inizialmente specialista in errori umani in aeronautica e anestesia, si è poi interessata allo stress sul lavoro. Ha scritto oltre cento articoli e numerosi lavori scientifici.

### Parlamentare europea
Nel corso della sua carriera scientifica, Véronique De Keyser mantenne un forte impegno politico nel Partito socialista belga. Entrerà al Parlamento europeo per il suo primo mandato il 12 settembre 2001, all'indomani degli attacchi terroristici dell'11 settembre a New York. Successivamente è diventata membro della Commissione Affari Esteri e supplente della Commissione Ambiente. Fermamente contraria all'intervento americano in Iraq, molto presto darà voce al suo impegno politico riguardo a questioni come il mondo arabo, il Medio Oriente, le questioni relative ai diritti umani, i diritti delle donne, andrà regolarmente in missione in Siria, Palestina e in tutti i paesi del Mashrek, del Medio Oriente e della Penisola Araba. Alla fine del 2005, durante il suo secondo mandato, è nominata capo della missione di osservazione elettorale in Palestina del 2005 per le elezioni del 2006.
Nelle elezioni del giugno 2009, Véronique De Keyser è stata eletta per il suo terzo mandato come membro del Parlamento europeo e, allo stesso tempo, ha iniziato il suo primo mandato come vicepresidente del gruppo dei Socialisti e Democratici (S&D). È membro della commissione per lo sviluppo del Parlamento europeo (DEVE), della sottocommissione del Parlamento europeo per i diritti umani (DROI), della delegazione all'Assemblea parlamentare paritetica ACP-UE, della delegazione per le relazioni con il Consiglio legislativo palestinese.
Continua a lottare a favore dei popoli del Sud del Mediterraneo alla vigilia della Primavera Araba. Si rivolge anche all'Africa e alle politiche di sviluppo dell'Ue. Sarà nuovamente nominata capo della missione di osservazione elettorale in Sudan nel 2010 per le elezioni presidenziali, legislative e locali e ancora una volta per il referendum sull'indipendenza del Sud Sudan del luglio 2011. Ha difeso la democrazia, la pace, il rafforzamento degli Stati fragili, il consolidamento dei partiti progressisti, le discipline umanistiche, la lotta contro la tortura e in particolare quella dei bambini, la lotta contro l'utilizzo dei bambini come soldati e contro i bambini stregoni.

### Polemica dopo l'incontro con il presidente Bashar al-Assad
Il suo incontro nel 2013 con il presidente siriano Bashar al-Assad – con cui si era già incontrata diverse volte in precedenza – è stato sconfessato dal suo partito politico e da molti oppositori siriani. Attraverso il suo portavoce, il PS ha annunciato che “questo viaggio non è assolutamente coperto dal partito. Incontrare Bashar el-Assad e, quindi, fornirgli anche un minimo sostegno, è del tutto incomprensibile”. Il regime di Assad era allora in difficoltà di fronte alle accuse di attacchi chimici che costituiscono crimini contro l’umanità e alle minacce di intervento militare. Di ritorno dal suo viaggio in Siria, Véronique De Keyser ha difeso un punto di vista favorevole al dialogo con Bashar Al Assad, contraria a qualsiasi intervento volto a rimuoverlo e affermando che l'opposizione a quest'ultimo non costituisce un'alternativa.
Nel 2014 non è stata riconfermata dal suo partito per le elezioni europee.
Lei ha dichiarato in un comunicato stampa di essere stata “buttata fuori come un cane”.
Alla fine di maggio 2020, la sua nomina a presidente del Centro d'azione laico riaccende la polemica sui social network. Su Tweeter, il politologo e saggista Nicolas Tenzer denuncia una nomina “inaccettabile” per chi ha “utilizzato il linguaggio del regime di Assad, colpevole di crimini contro l'umanità”. Il collettivo Action Syria lancia una petizione e pubblica un articolo sul quotidiano belga Le Soir: “Véronique De Keyser presidentessa del CAL: uno sputo in faccia ai siriani!”.

## Premi e riconoscimenti
- 1986 - Premio scientifico della NATO
- 1988 - Cavaliere dell'Ordine di Léopold
- 1996 - Premio Santé et Entreprises
- 1997 - Commandeur de l'Ordre de la Couronne
- 1999 - Premio Maria Sibylla-Merian assegnato alle scienziate per i loro eccezionali risultati soprattutto nelle scienze naturali e tecniche, e in medicina
- 2011 - Premio Théroigne de Méricourt della Sinergia Vallone